# Gino Mattera
Gino Mattera (Taranto, 14 marzo 1923 – Roma, 26 aprile 1960) è stato un tenore e attore italiano.

## Biografia
Fu un tenore al teatro dell'Opera di Roma dal 1947; interprete alla radio fin dal 1946 e per la televisione. Fece tournée in Austria (teatro di Stato), Germania, Gran Bretagna (Covent Garden), Spagna, Turchia, Egitto, Brasile, Australia, Nuova Zelanda, Pakistan e Malesia. Incise alcuni dischi per la Cetra e la Ricordi.
Divenuto attore, fu protagonista, con la CEIAD, nei film: La signora delle camelie e La leggenda di Faust di Charles Gounod, e con la DEAR Film in Senza veli. 
Successivamente recitò nei film Casta Diva, Casa Ricordi, e in due pellicole di genere peplum dirette da Pietro Francisci: Le fatiche di Ercole ed Ercole e la regina di Lidia.
Morì all'età di 37 anni.

## Filmografia
- La signora dalle camelie, regia di Carmine Gallone (1947)
- La leggenda di Faust, regia di Carmine Gallone (1949)
- L'amore di Norma, regia di Giuseppe De Martino (1951)
- Senza veli, regia di Carmine Gallone (1952)
- Casa Ricordi, regia di Carmine Gallone (1954)
- Casta Diva, regia di Carmine Gallone (1954)
- Mi permette, babbo!, regia di Mario Bonnard (1956)
- Le fatiche di Ercole, regia di Pietro Francisci (1958)
- Otello, regia di Franco Enriquez (1958)
- Ercole e la regina di Lidia, regia di Pietro Francisci (1959)